# Apuñalamiento de Adele Morales por Norman Mailer
Durante una fiesta en Manhattan el 19 de noviembre de 1960 en la cual celebraba su candidatura a la alcaldía, el intelectual público estadounidense Norman Mailer apuñaló dos veces a su esposa Adele Morales con un cortaplumas en un altercado de borrachos, casi acabando con su vida. El incidente, según muchos relatos, fue ocultando de la atención mediática por Mailer y sus asociados pero tuvo un impacto duradero en su legado y personalidad pública y crítica.

## Incidente
En la noche del 19 de noviembre de 1960, Mailer y su esposa Adele Morales organizaron una fiesta, con la intención de lanzar su propuesta campaña para la alcaldía de Nueva York, en el apartamento del Upper West Side que la pareja compartía con sus dos hijas pequeñas. Mailer había reclutado a su amigo con buenas conexiones, el periodista George Plimpton, para atraer a figuras de la "estructura de poder" de la ciudad. Mailer esperaba unir en su partido a esta clase alta con la población "privada de derechos" que veía como su electorado natural, (por haber escrito sobre el "coraje" de los matones en su ensayo de 1957 "The White Negro"). Mailer creía que tal base de votantes que lo impulsaría a la oficina.
Aunque David Rockefeller y Aga Khan rechazaron la invitación, los aproximadamente 200 invitados de la fiesta incluían al poeta Allen Ginsberg, así como a varios "vagabundos, asesinos y bohemios", muchos de ellos sin hogar, a quienes Mailer había reclutado en la calle. Esto produjo una atmósfera caracterizada por los comentaristas posteriores como, en el mejor de los casos, "legendariamente irritable" y, en el peor, "la noche más peligrosa que he pasado en mi vida" (del editor Barney Rosset, invitado a la fiesta).
Las peleas estallaron durante toda la noche. Según algunos relatos, Norman Mailer en un momento dividió a los invitados "en lados opuestos de la habitación según si los consideraba 'a favor' o 'en contra' de él". Más tarde, casi incoherente, Mailer abandonó el apartamento para buscar problemas en otra parte. Morales recordó que "estaba en la calle golpeando a la gente... No sabía cómo se llamaba. Estaba tan fuera de lugar".
Cuando Mailer regresó a las 4:30 a. m. y encontró que todos los invitados se habían ido (excepto los "cinco o seis" que se quedaron en el comedor) y Morales preparándose para irse a la cama, estalló el altercado. El enfurecido Mailer irrumpió en la habitación y Morales se burló de su masculinidad heterosexual e hizo una referencia despectiva a su amante.  Mailer se abalanzó sobre ella, apuñalándola con un cortaplumas oxidado de dos pulgadas y media, una vez en la espalda y otra a través de su pecho, perforando su saco cardíaco y fallando por poco su corazón. Mailer se dirigió a los sorprendidos invitados, en particular a un hombre que se acercó a auxiliarla tras colapsar por la hemorragia masiva: "No la toques. Deja que la perra muera". Morales fue llevado de urgencia al apartamento del novelista Doc Humes y luego en un taxi al Hospital Universitario para ser operada.

## Consecuencias
Mientras permanecía en estado crítico, Morales inicialmente les dijo a los médicos que "se había caído sobre unos vidrios", negando cualquier irregularidad o mala intención por parte de Mailer, quien había llegado al hospital más tarde esa noche para "sermonear al cirujano de Adele sobre las posibles dimensiones de la herida en el cuerpo de esposa". Mailer apareció al día siguiente en una entrevista programada en The Mike Wallace Show, donde habló del cuchillo como un símbolo de hombría y continuó haciendo publicidad de su candidatura a la alcaldía.
Dos días después, en la unidad de cuidados intensivos del hospital, Morales admitió ante la policía que Mailer la había apuñalado; fue detenido en el hospital e internado involuntariamente durante 17 días en el Hospital Bellevue para una evaluación psiquiátrica por un juez, quien lo declaró "tanto homicida como suicida". Mailer mantuvo la cordura, respondiendo "Es muy importante para mí no ser enviado a alguna institución psiquiátrica. Soy un hombre cuerdo. Si esto sucede, por el resto de mi vida, mi trabajo será considerado como el trabajo de un hombre con la mente desordenada".
Aunque Morales se divorció de él en 1962, se negó a presentar cargos, citando el deseo de proteger a sus hijas. Fue procesado por un gran jurado por cargos de agresión grave, pero después de declararse culpable de un cargo reducido, recibió libertad condicional y luego una sentencia suspendida.

## Reacción pública y crítica
La reacción al incidente en la comunidad literaria a la que pertenecían Mailer y Morales ha sido juzgada por muchos observadores como notablemente moderada. Como Mailer señaló más tarde, sus amigos "cerraron filas" detrás de él. Comentó a la revista New York Magazine en 1983 que "las reacciones fueron muy sutiles. Cinco grados menos de calor de lo que estaba acostumbrado. No quince grados menos, cinco". Muchos de sus homólogos vieron el asalto como un acto artístico, incluso literario; James Baldwin, escritor y amigo de Mailer, lo caracterizó como un intento de liberarse de "la prisión espiritual que había creado con sus fantasías de convertirse en político", "como quemar la casa para, por fin, ser libre de ella ". Diana Trilling recordó más tarde que su esposo, el crítico Lionel Trilling, le dijo que el apuñalamiento fue una "táctica dostoyevskiana" que le permitió a Mailer "probar los límites del mal en sí mismo".
El ataque fue, según algunos observadores, totalmente consistente con la imagen pública de Mailer, fundada en un machismo grandilocuente y una inclinación existencialmente matizada hacia la violencia que desafía las normas. [cita requerida] El incidente se convirtió rápidamente en un punto focal para las críticas de las contemporáneas feministas de Mailer, particularmente la escritora feminista Kate Millett en su obra Sexual Politics de 1970, quien comparó el ataque con temas de violencia sexual que encontraron a lo largo de su obra. Nueve años después, Mailer lanzó una segunda campaña para la alcaldía, recibió el 5% de los votos emitidos y contó con el apoyo de las destacadas feministas Bella Abzug y Gloria Steinem.
Mailer permaneció públicamente indiferente durante mucho tiempo sobre el asalto. En 1971, hizo un comentario desdeñoso durante su aparición en The Dick Cavett Show: "Todos sabemos que apuñalé a mi esposa hace muchos años. Todos lo sabemos". La admisión de Mailer de que el apuñalamiento fue "el único acto que puedo recordar y arrepentirme por el resto de mi vida" en una entrevista de 2000, 40 años después del hecho, marcó su primera expresión pública de remordimiento.